# HSM-48
48ème Escadron d'hélicoptères d'attaque maritime
Le Helicopter Maritime Strike Squadron Four-Eight ( HELMARSTRIKERON 48 ou HSM-48), également connu sous le nom de "Vipers", est un escadron d'hélicoptères de l'US Navy de la Base navale de Mayport en Floride. L'escadron expéditionnaire se déploie à bord de croiseurs, destroyers, frégates et de porte-avions à l'appui d'un groupe aéronaval pilotant le SH-60 Seahawk. L'escadron avait été créé sous le nom d'Helicopter Antisubmarine Squadron (Light) Forty Eight (HSL-48) le 7 septembre 1989.

## Mission

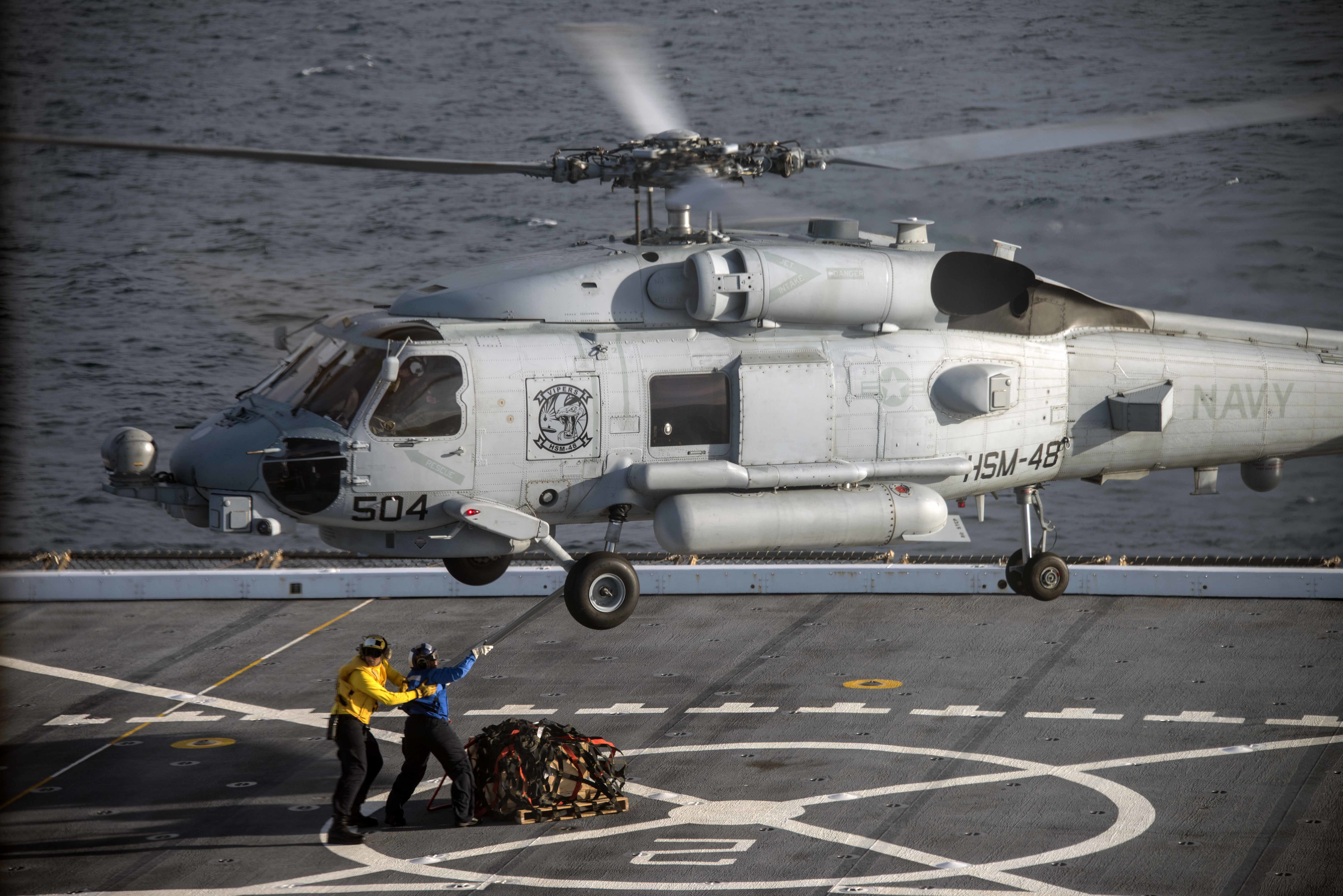
MH-60R Seahawk du HSM-48 sur l'USS John P. Murtha (LPD 26).

Le HSM-48 déploie des hélicoptères du programme Light Airborne Multi-Purpose System (LAMPS) sur des navires de guerre de la marine américaine effectuant des missions de recherche et sauvetage, de ravitaillement vertical, d'évacuation sanitaire, de relais de communication et de combat. Le HSM-48 se déploie actuellement à bord des navires de la flotte de l'Atlantique. L'escadron relève directement du commandant de la Naval Air Force Atlantic.

## Transition du HSL-48
Le HSL-48 a été renommé HSM-46 le 2 mai 2014 à la Base navale de Mayport. Le changement reflétait leur transition de l'utilisation du SH-60B au MH-60R, ainsi que d'un escadron expéditionnaire basé sur un détachement à l'appui d'une escadre aérienne de porte-avions.